# Andrzej Kubica
Andrzej Kubica est un footballeur polonais né le 7 juillet 1972 à Będzin (Pologne).
Cet avant-centre au physique impressionnant prêté à l'OGC Nice pour une saison a remporté la Coupe de France en 1997 avec les niçois.

## Palmarès
- Vainqueur de la Coupe de France 1997 (avec l'OGC Nice)
- Meilleur buteur du Championnat d'Israël de football en 1999 (avec Maccabi Tel-Aviv)